# Ommata unicoloripes
Ommata unicoloripes är en skalbaggsart som beskrevs av Dmytro Zajciw 1965. Ommata unicoloripes ingår i släktet Ommata och familjen långhorningar. Inga underarter finns listade i Catalogue of Life.